# Église Notre-Dame-de-l'Assomption de Marciac
L'église Notre-Dame-de-l'Assomption de Marciac est une église catholique située à Marciac, dans le département français du Gers en France.

## Présentation
L'église est un édifice gothique du XVe siècle au clocher-porche carré. Sa très imposante flèche subit la fortuite concurrence de celle de l'ancienne chapelle du couvent des Augustins. Ses trois nefs et son chœur pentagonal abritent des sculptures du XIVe siècle mais de tradition encore romane.
L'église est classée au titre objet des monuments historiques depuis 1910.

## Description

### Extérieur
La clôture du porche occidental datant du XVIIIe siècle est classée au titre objet des monuments historiques depuis 1910.

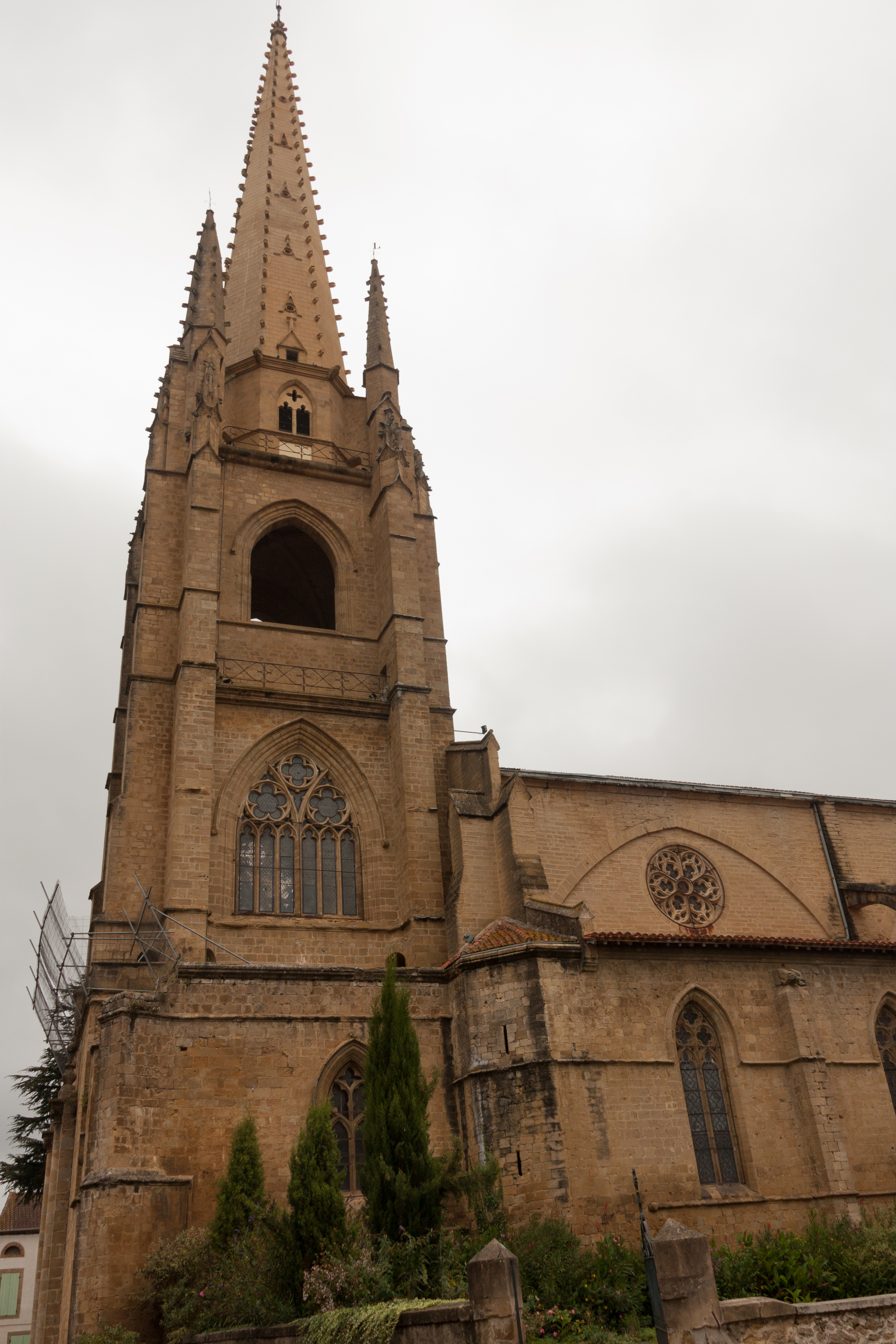
Clocher-tour
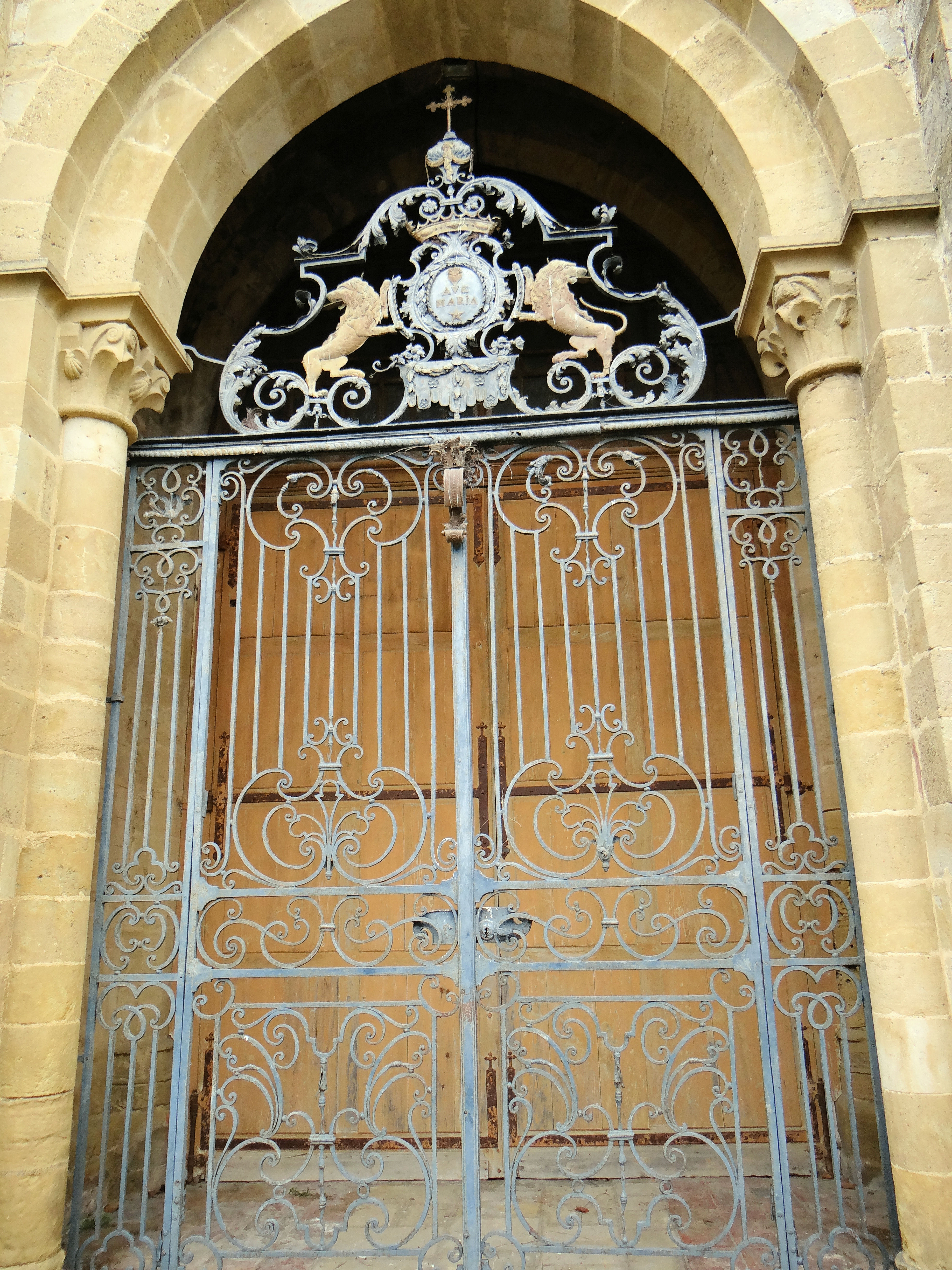
Grille de l'entrée de la tour-porche
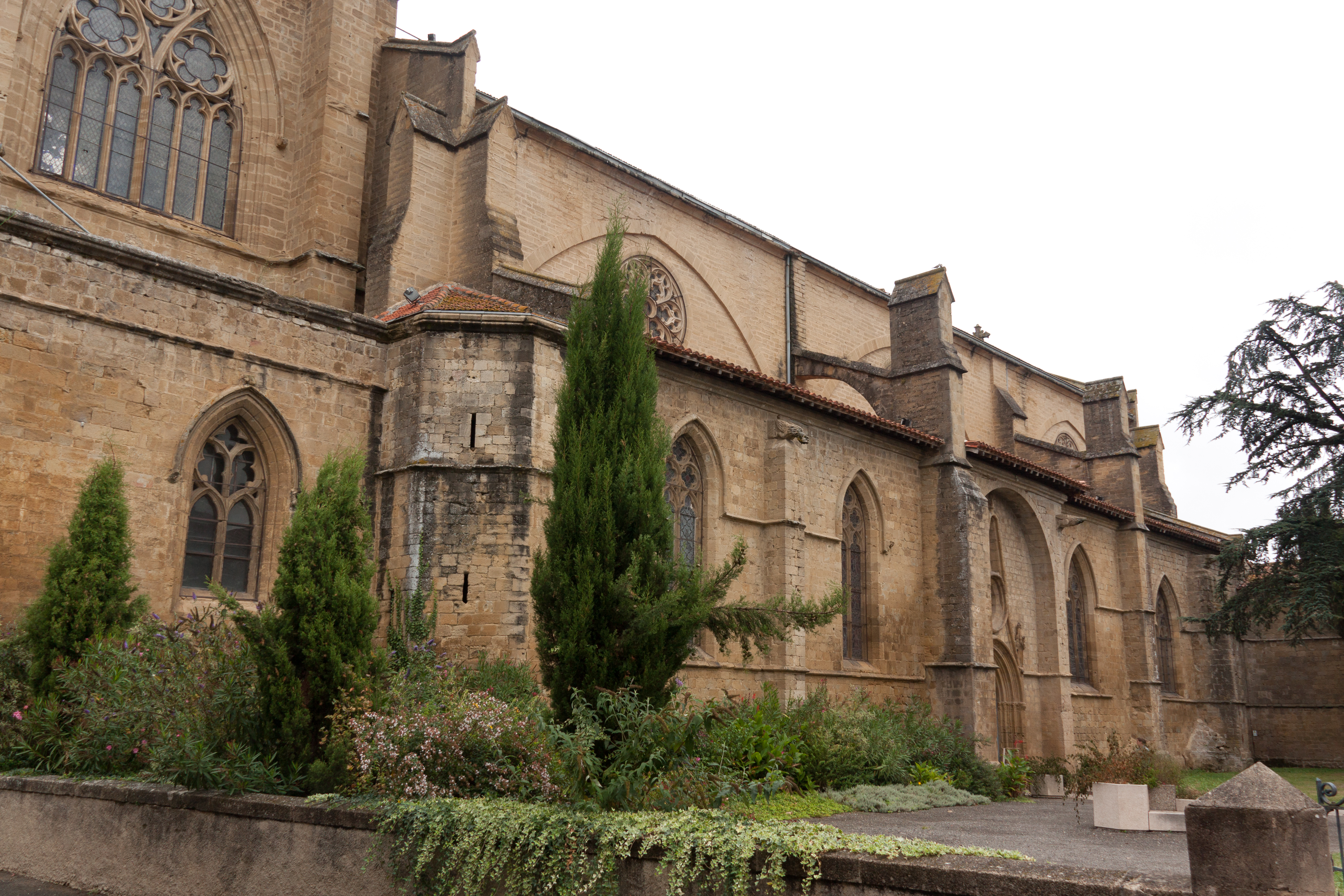
Façade sud
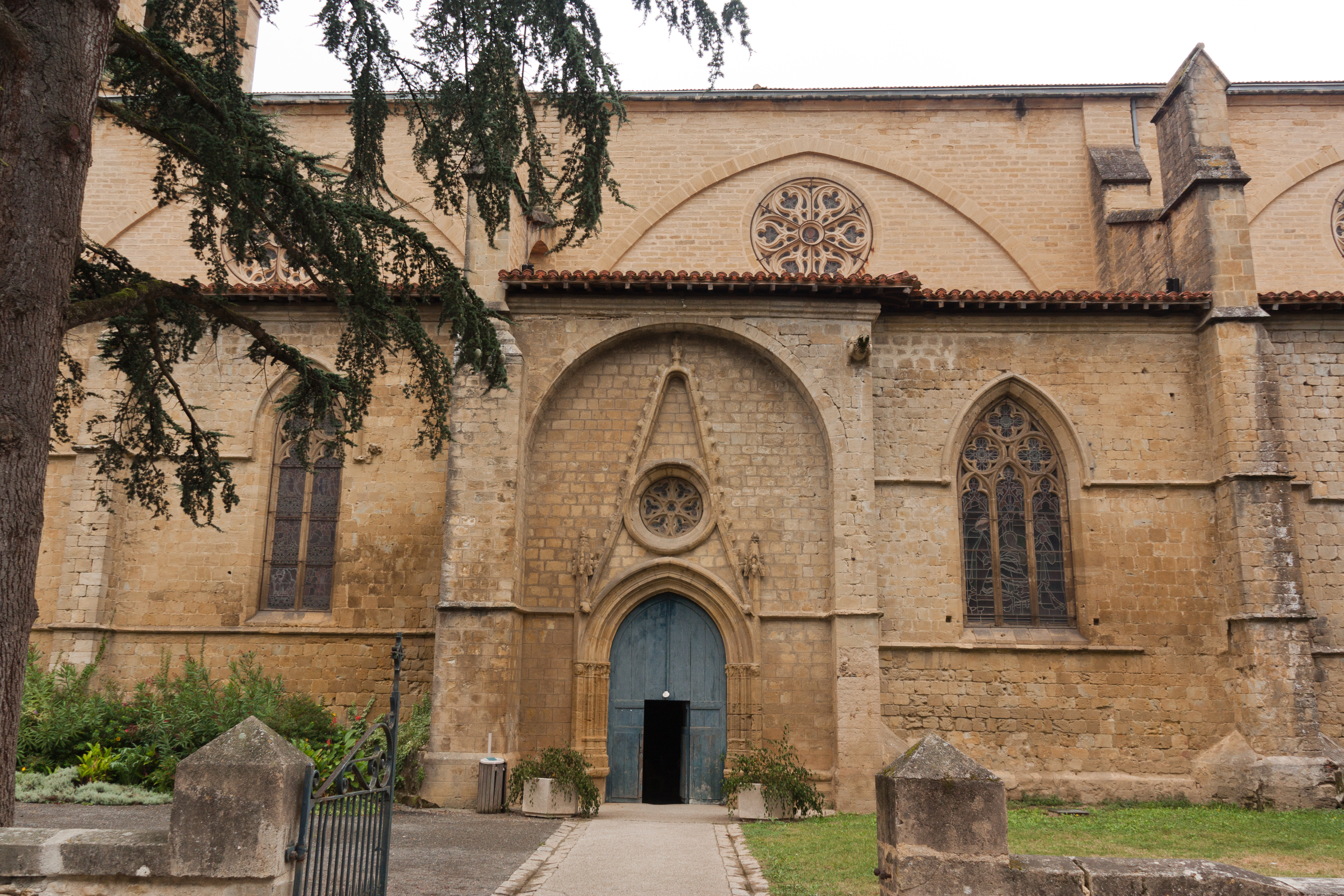
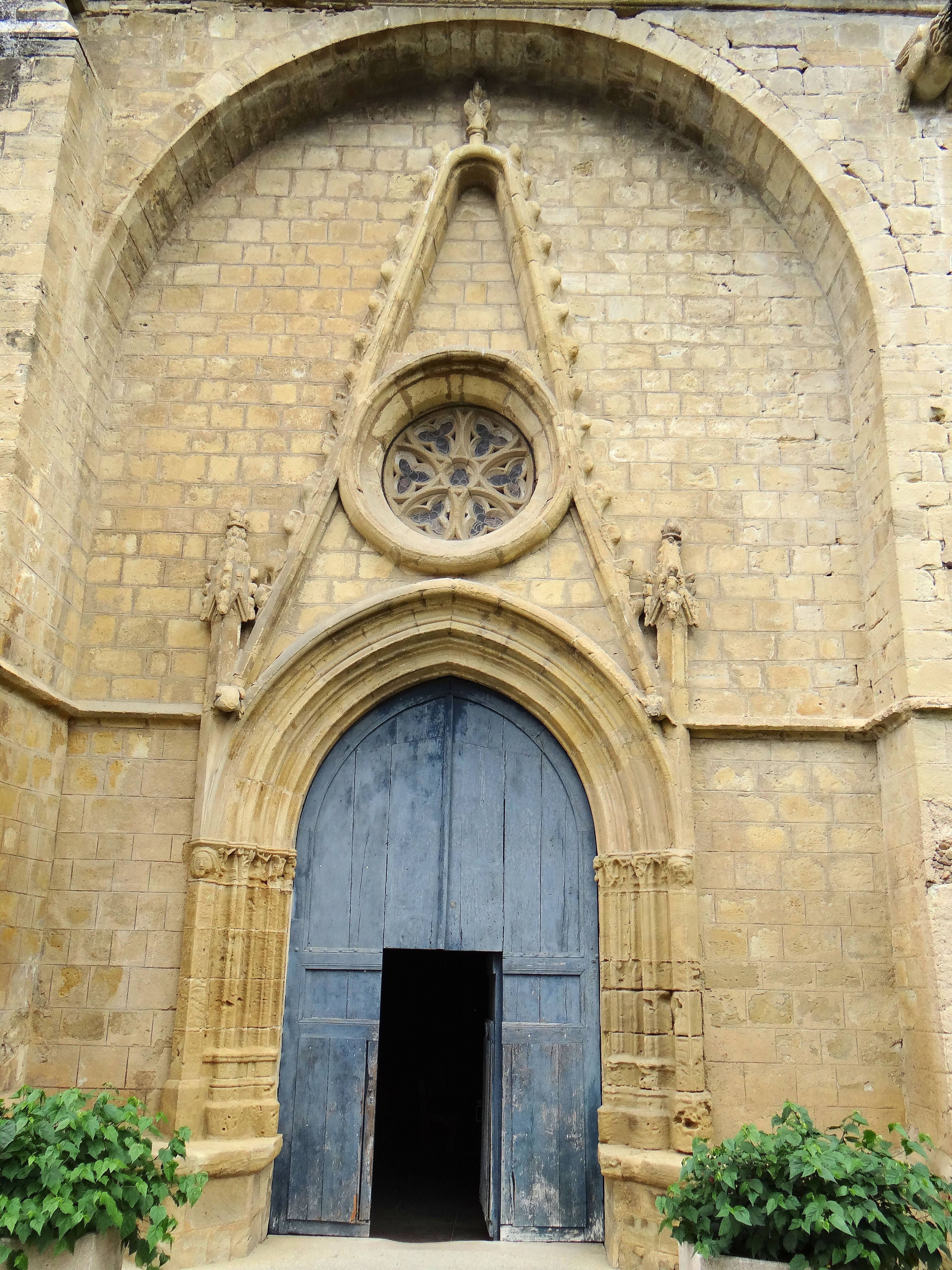
Portail latéral sud

#### Portail occidental sous la tour-porche
Au centre du portail est placée une statue de la Vierge à l'Enfant.
Sur le tympan est représentée la crucifixion de Jésus, à ses côtés deux anges musiciens. 
Au-dessus est représenté Jésus-Christ après son Ascension au ciel, il est assis sur un trône, il montre ses mains portant les stigmates de sa passion.

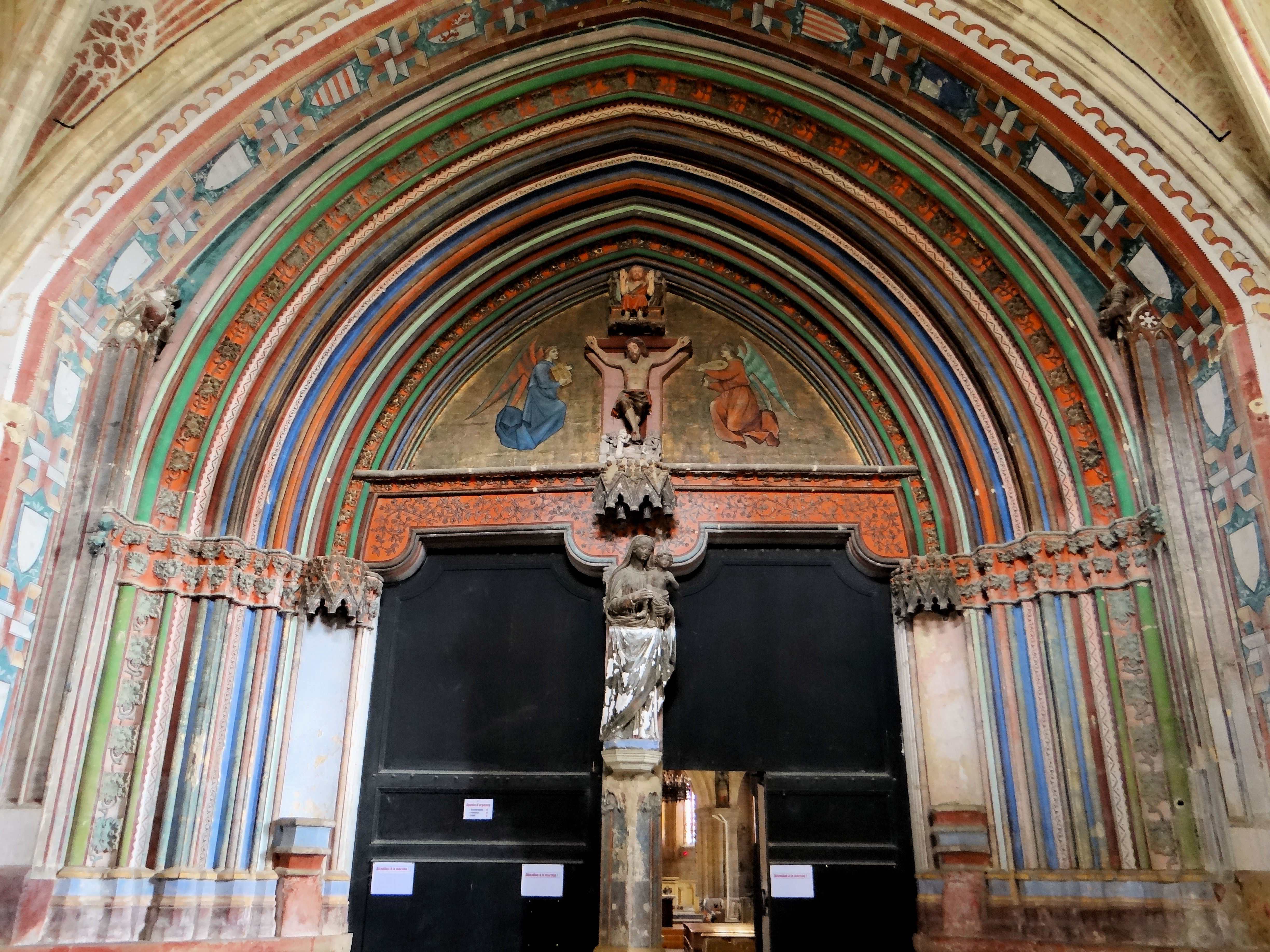
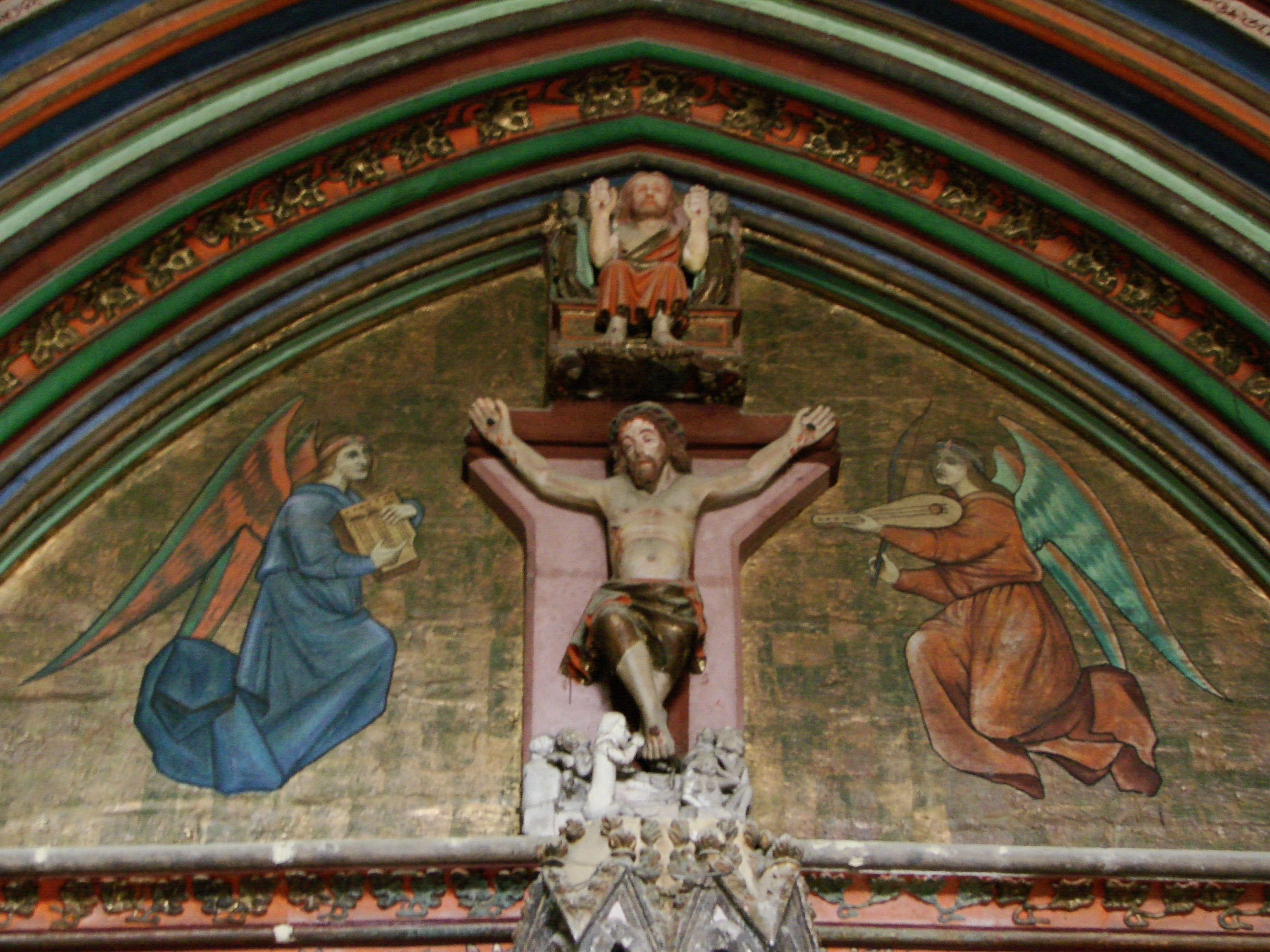
Le tympan
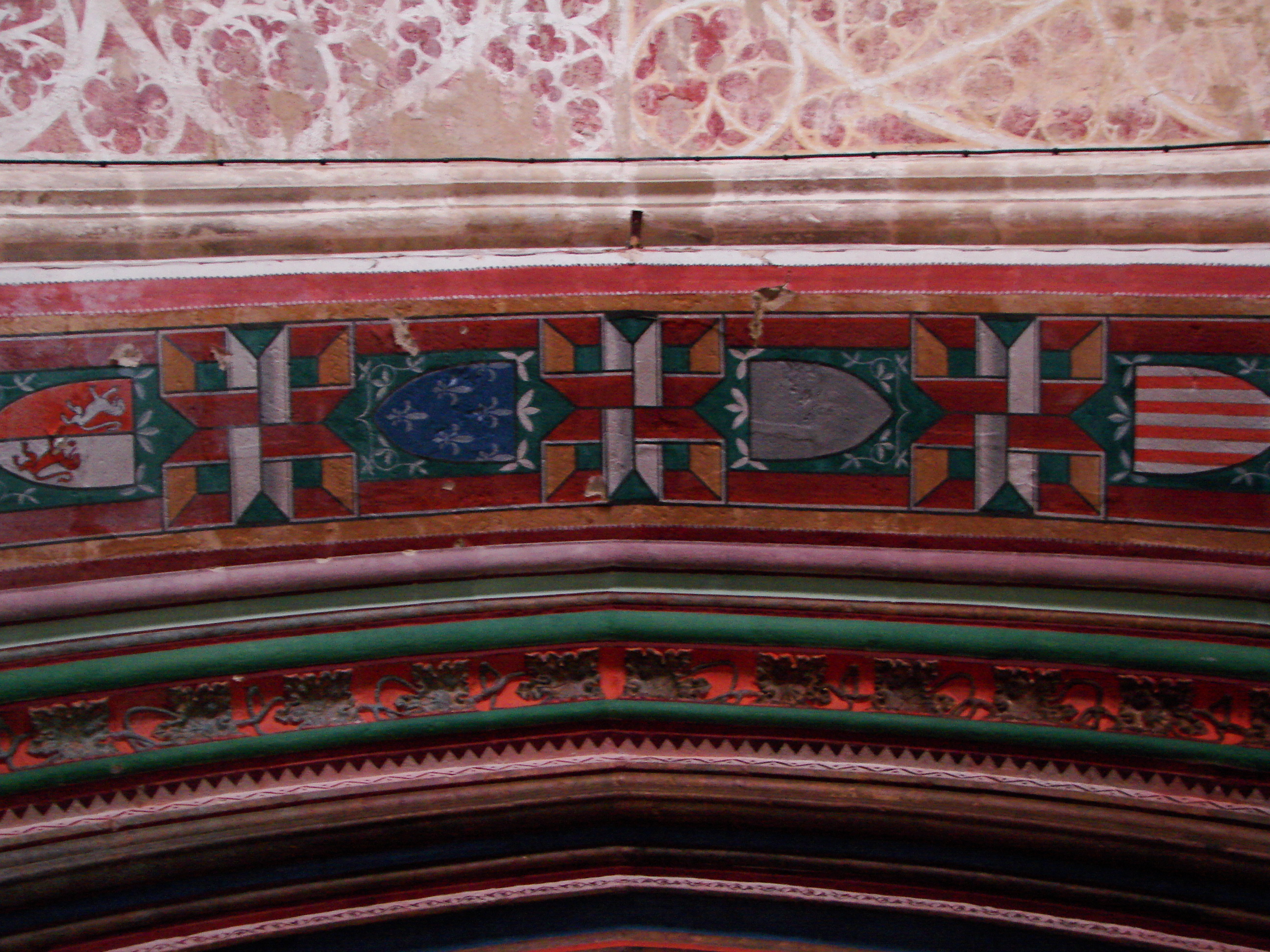
Détails du décor et des blasons dans le décor du portail central
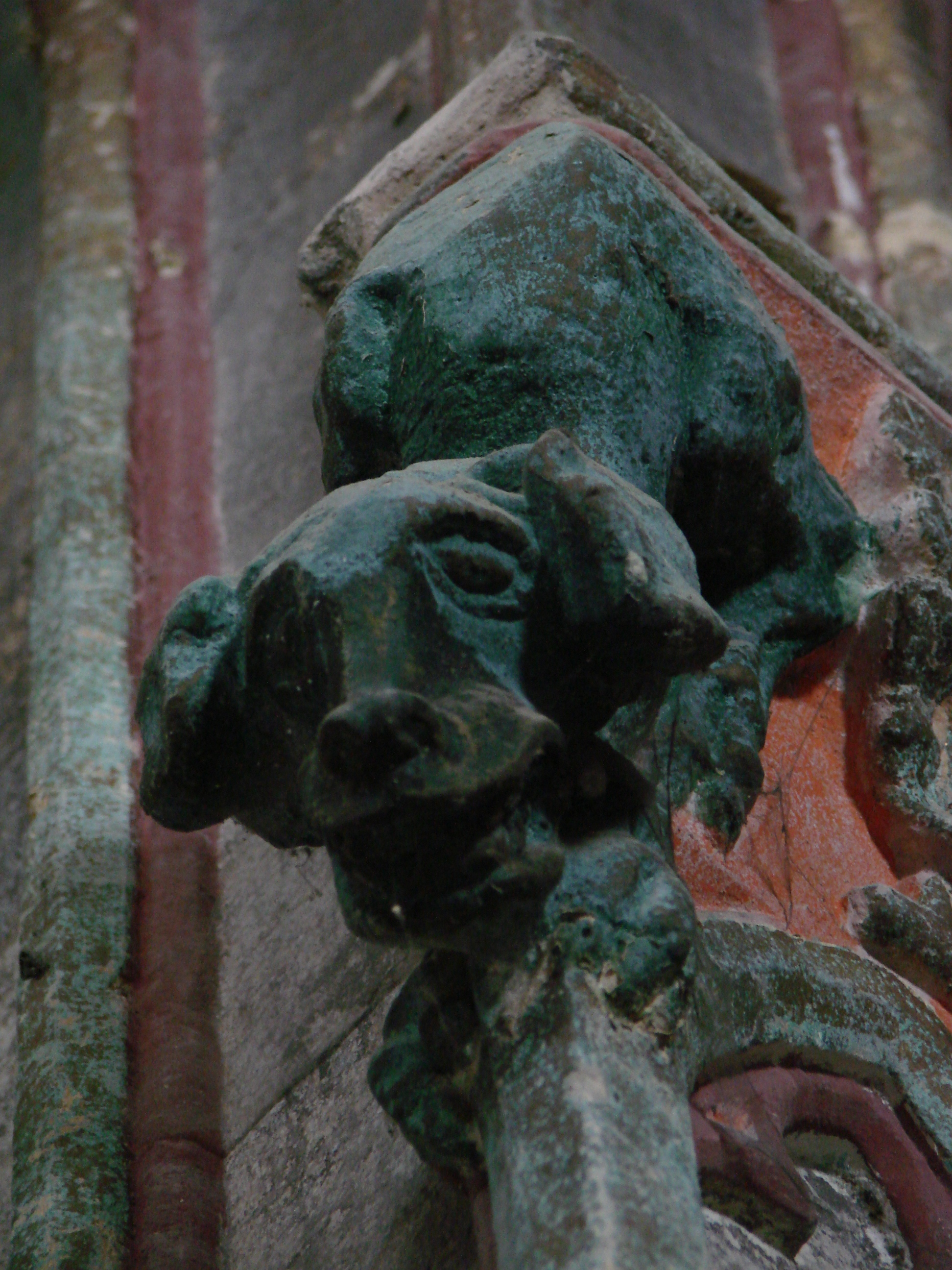
Sculpture d'un chien peint en vert en tant qu'élément du portail central
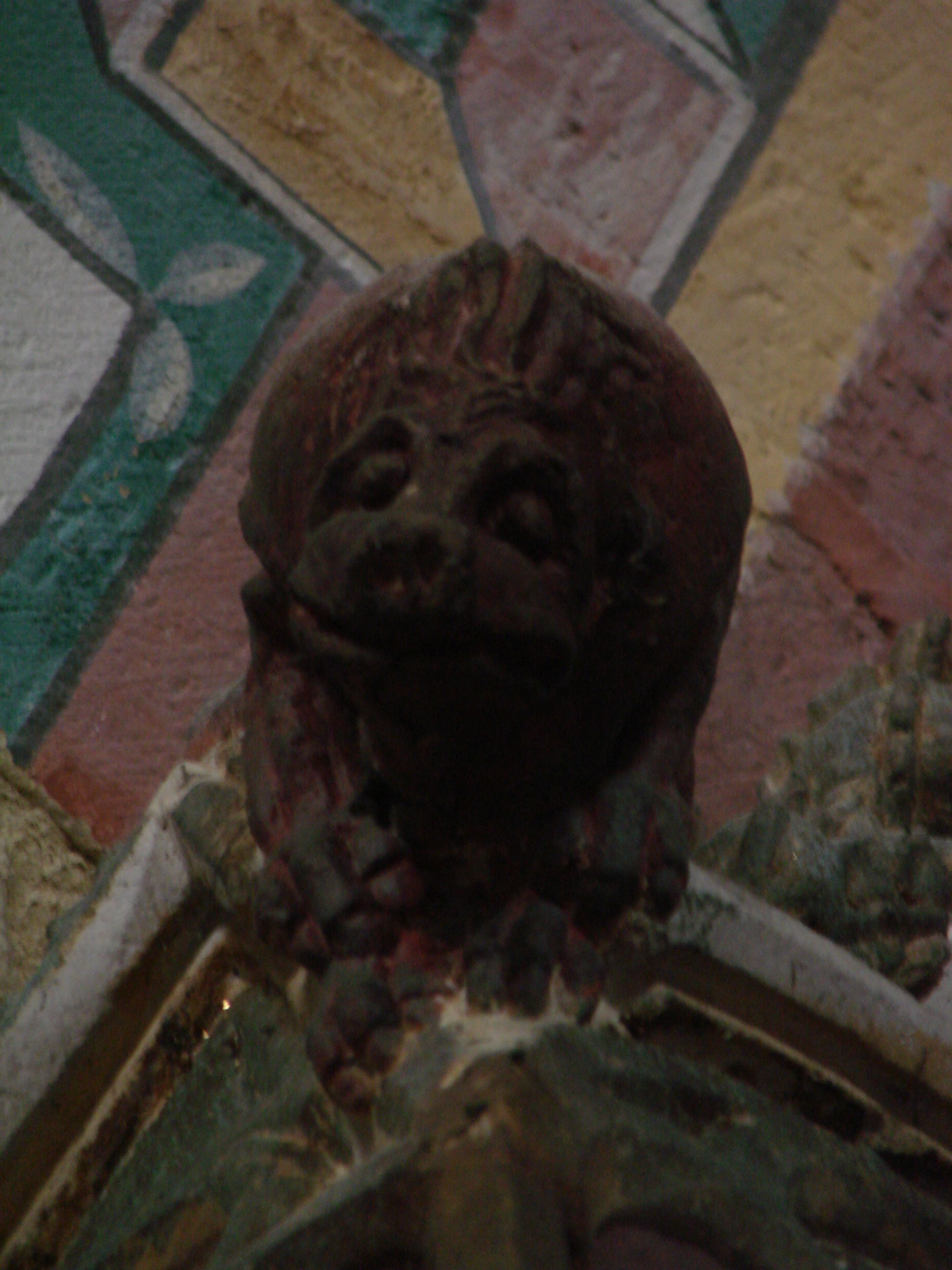
Sculpture d'animal fantastique (?) en tant qu'élément du portail central

### Intérieur

#### Premier niveau de la tour-porche
De chaque côté de l'autel est placé un ange.
Sur le tabernacle est représenté le Sacré-Cœur de Jésus.
L'ensemble autel, tabernacle et ciborium a été donné à l'église en 1802. L'ensemble était placé dans le chœur jusqu'aux années 1870. Il fut par la suite transporté au premier niveau de la tour-porche.

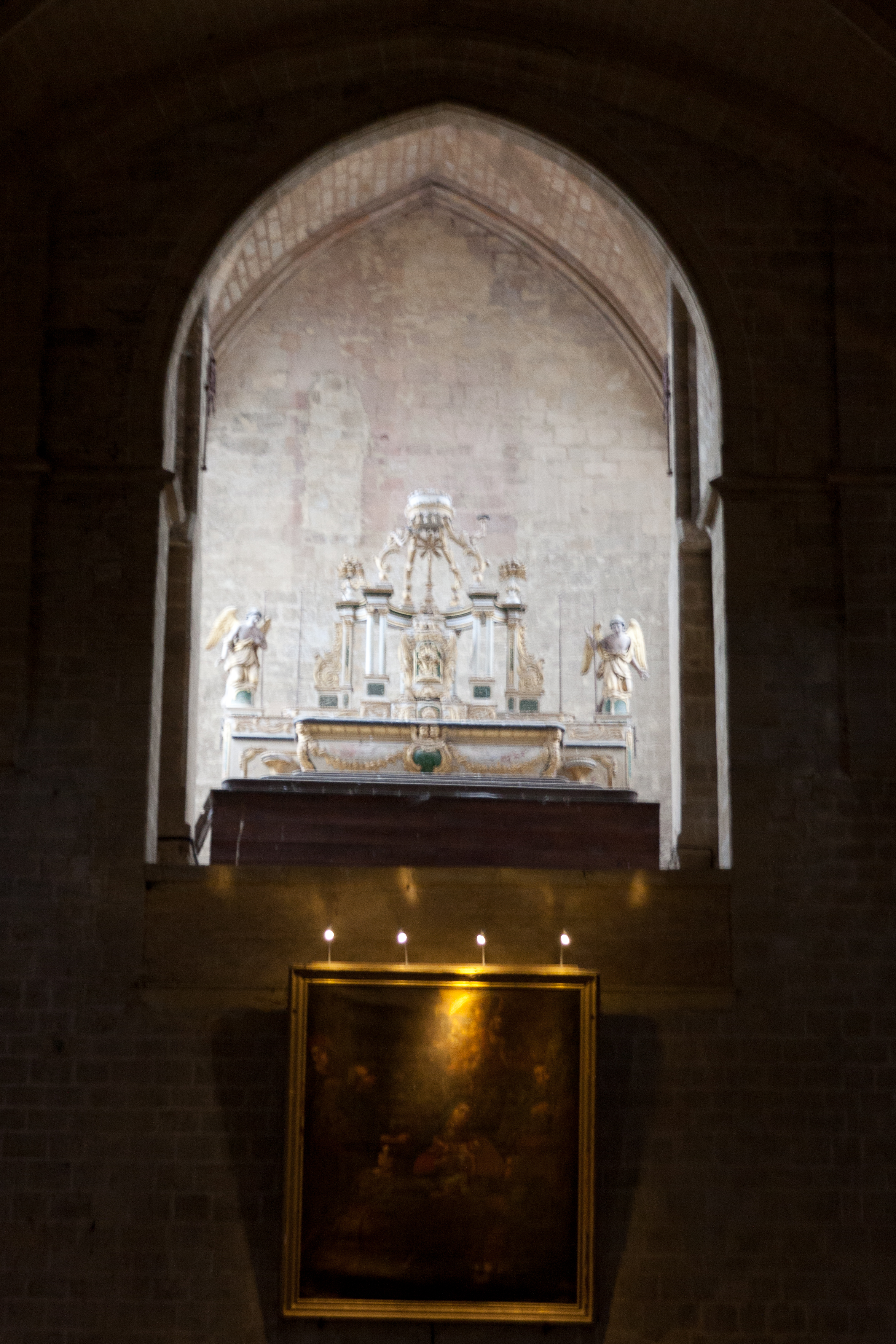
Vue sur le premier niveau de la tour-porche. Dessous le tableau représente l'adoration des bergers ?
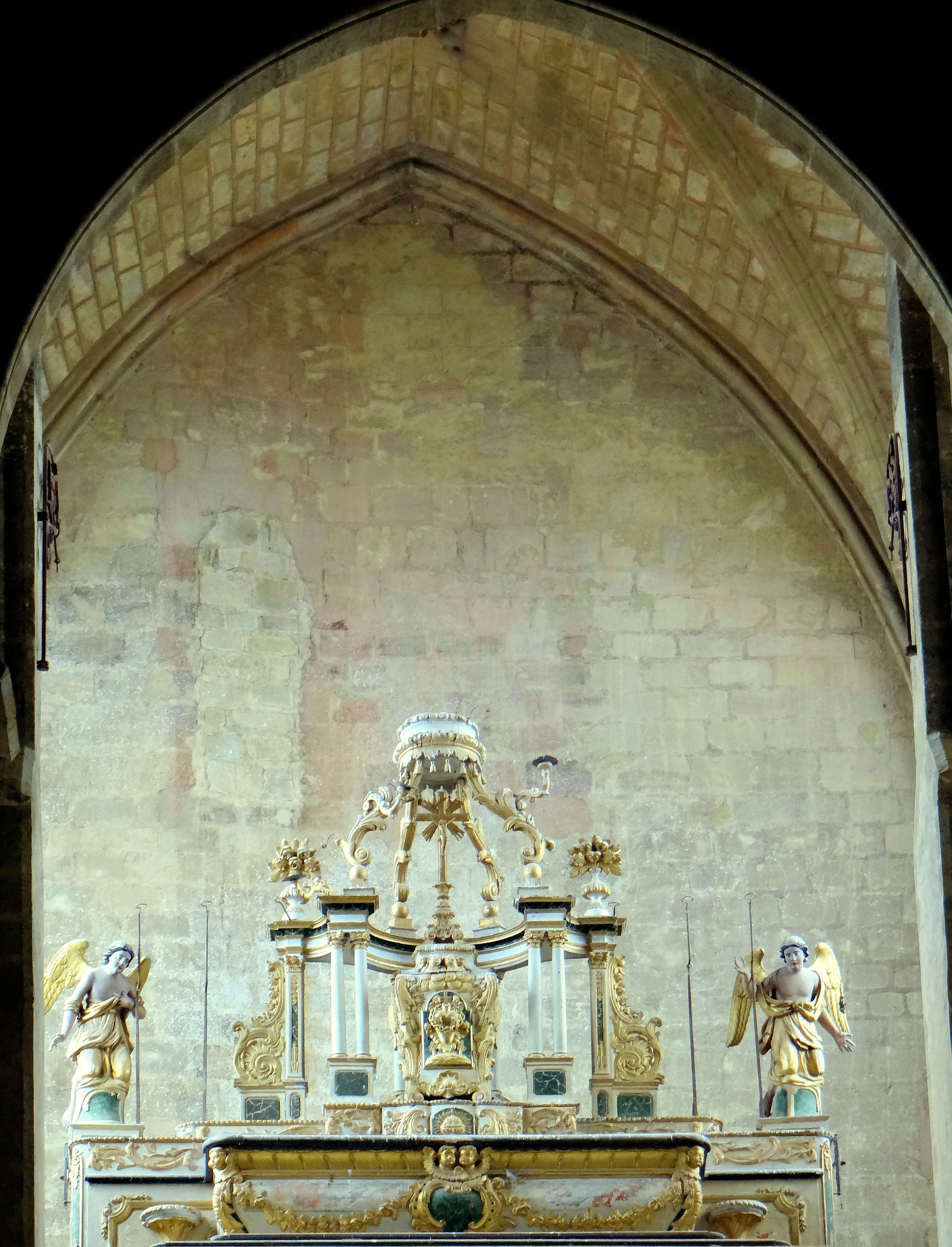
Autel et tabernacle surmontés d'un ciborium

#### Lebaptistère

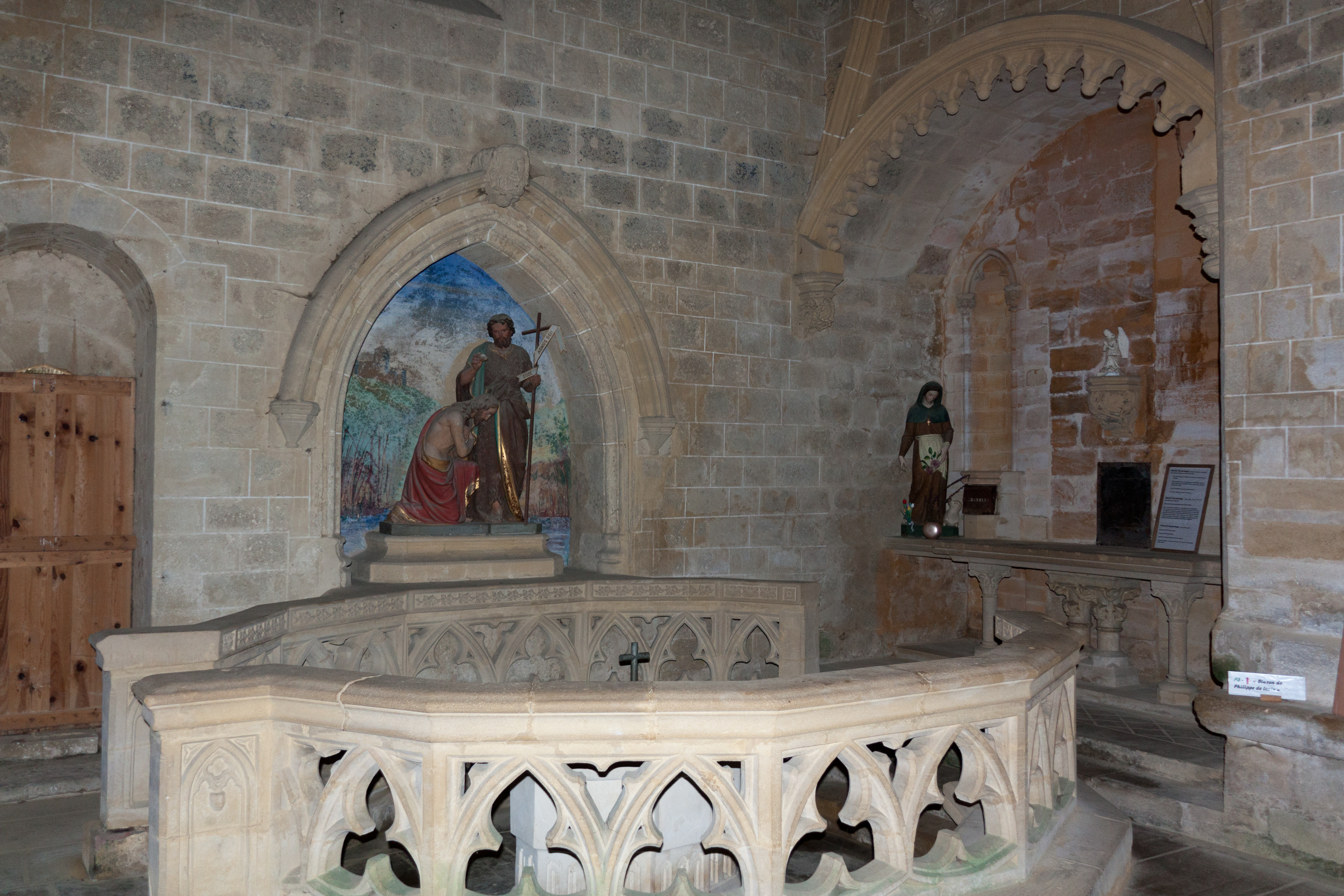
Le baptistère
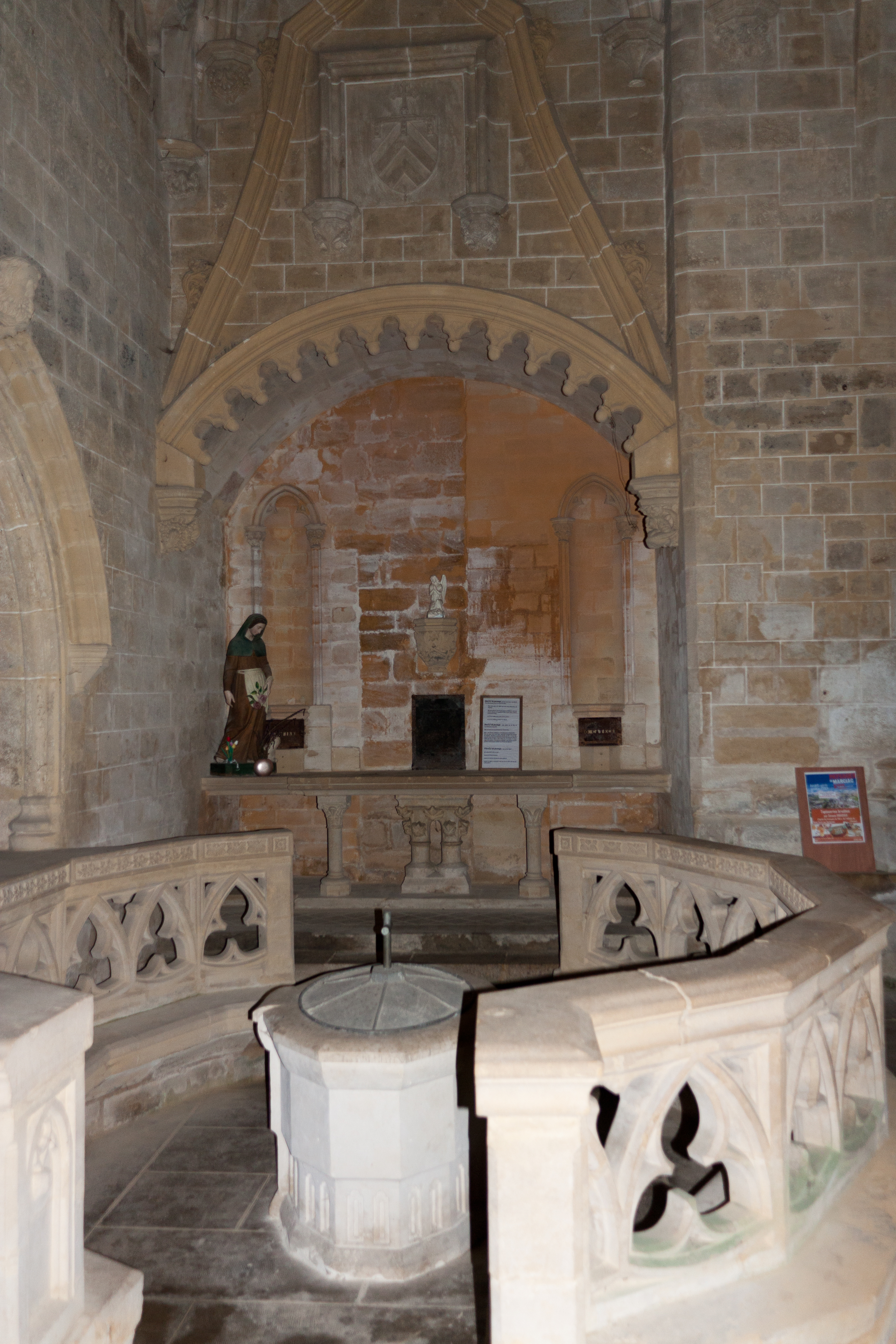
Au centre, la cuve baptismale
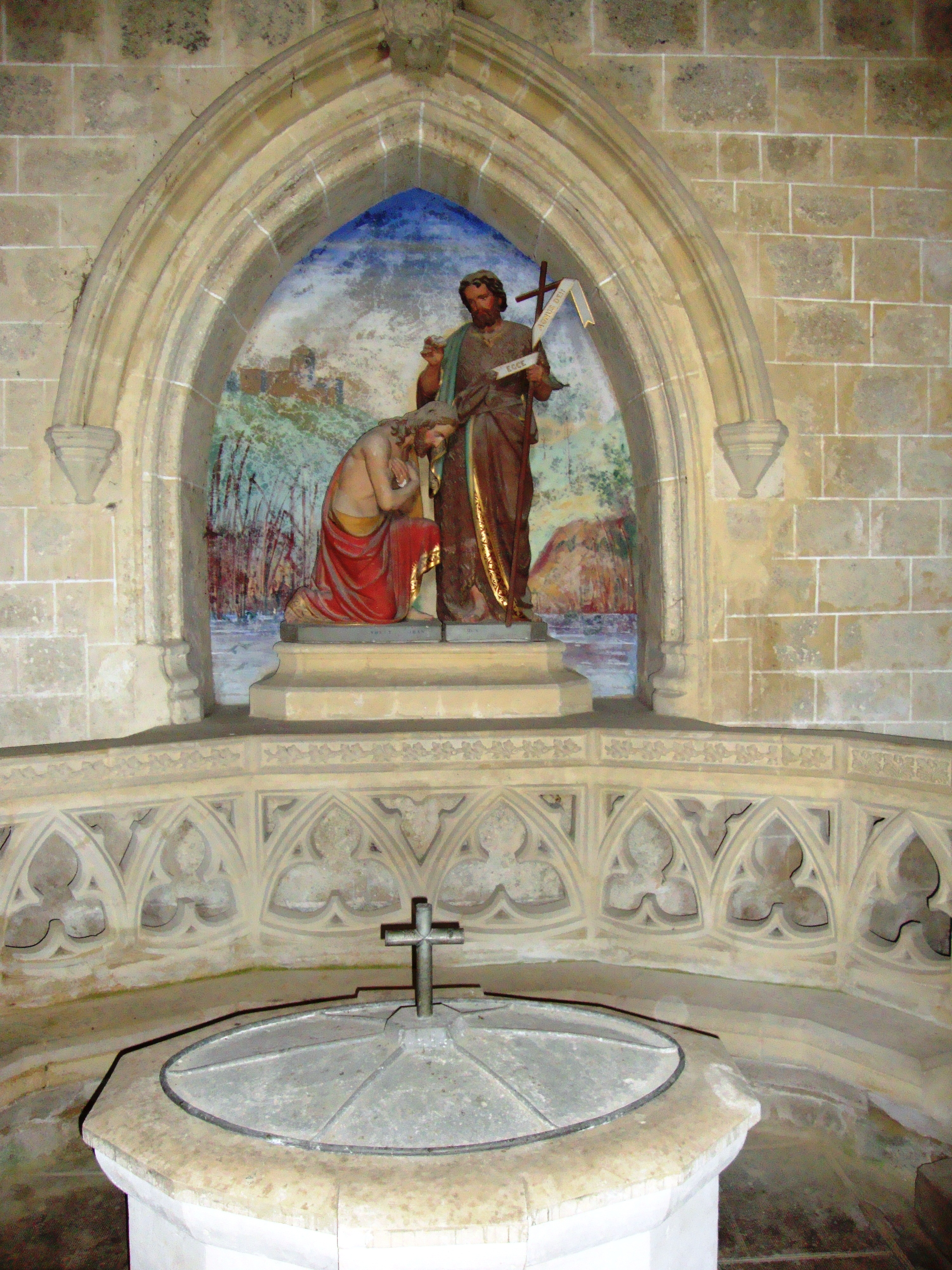
Sculptures représentant le baptême de Jésus

#### Lamise au tombeau

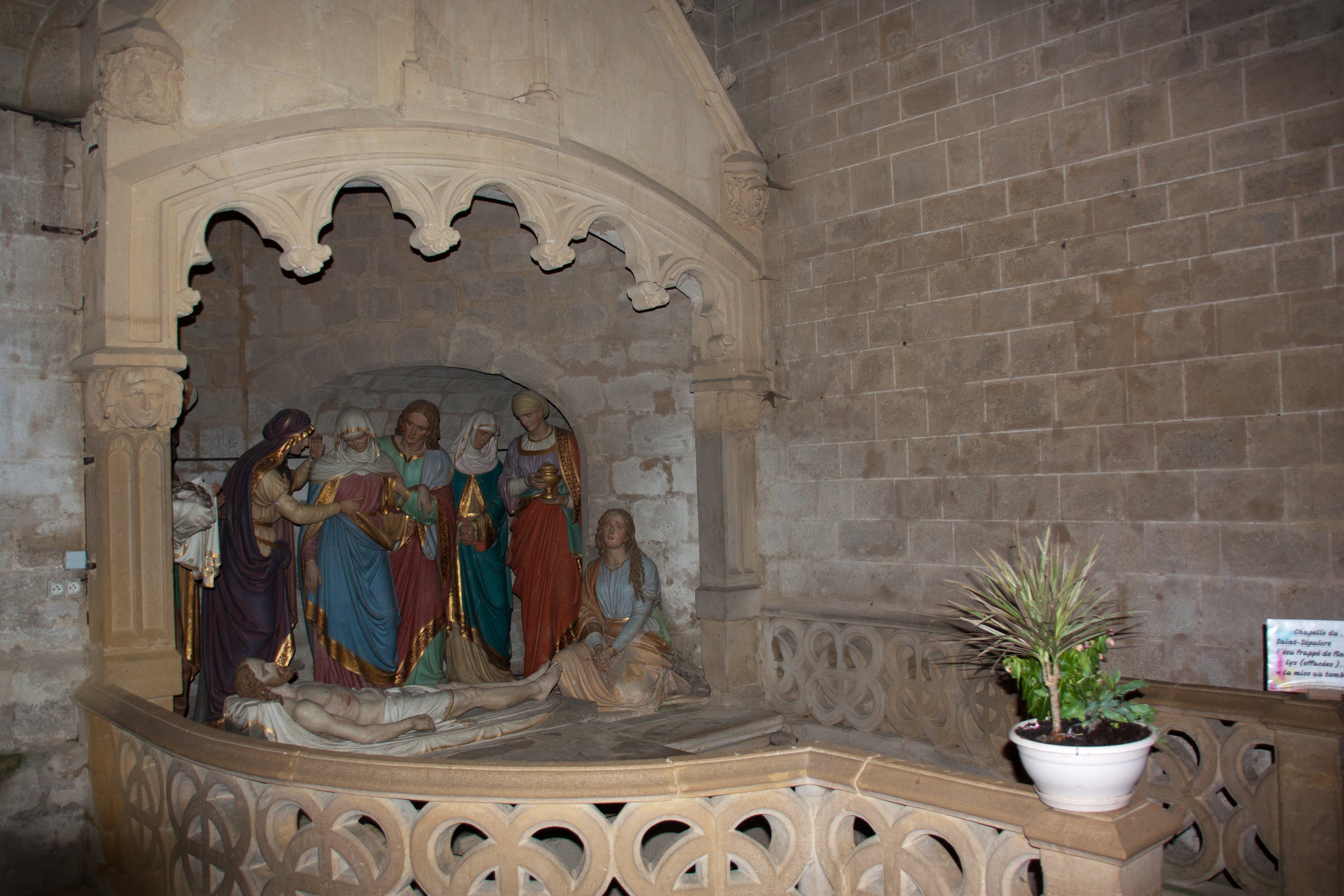
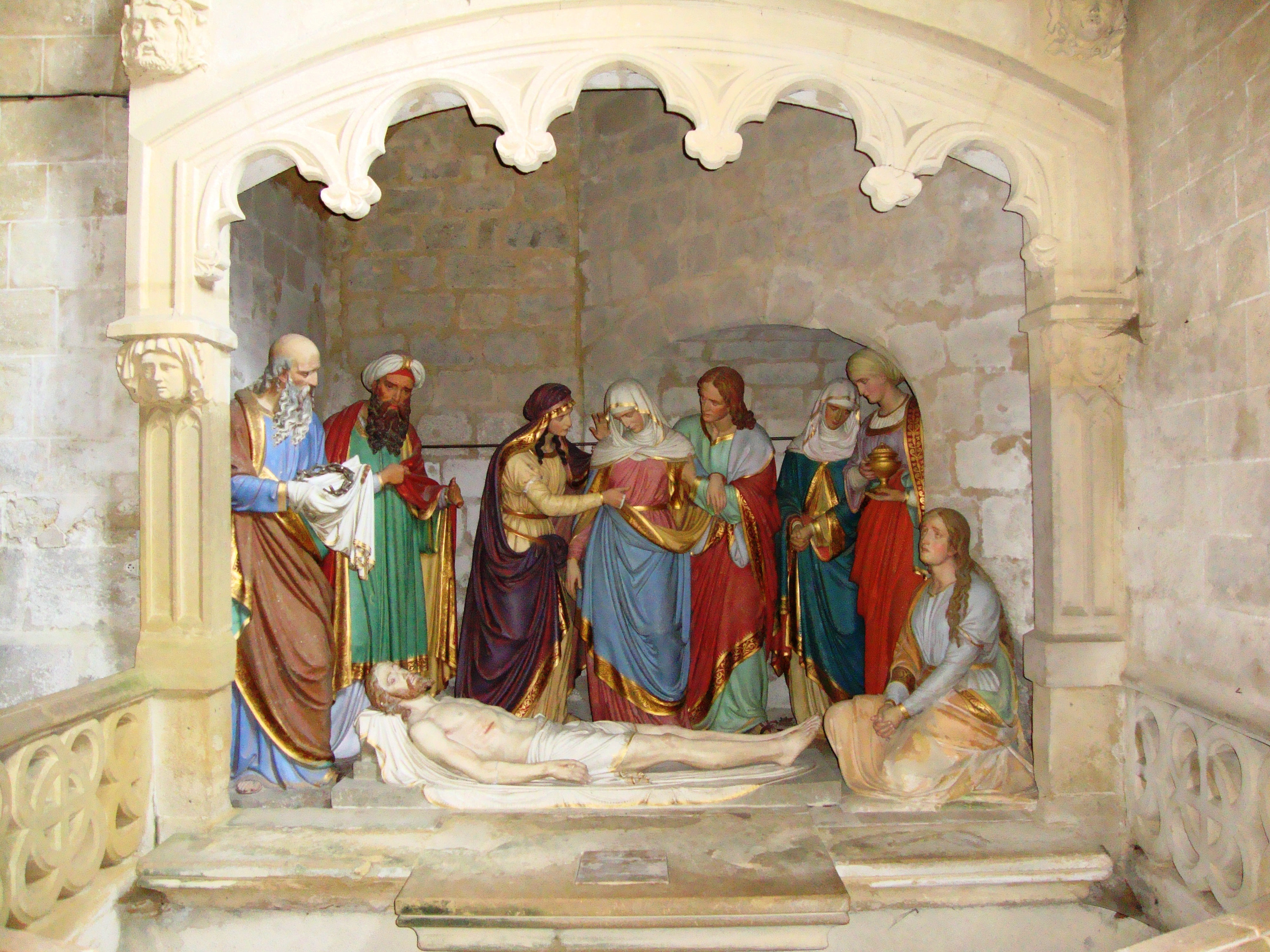
Sculptures représentant la mise au tombeau de Jésus

#### Lanefet lechœur
Sur la gauche, la chapelle de la Vierge Marie et la chaire, sur la droite, la chapelle Saint-Joseph.

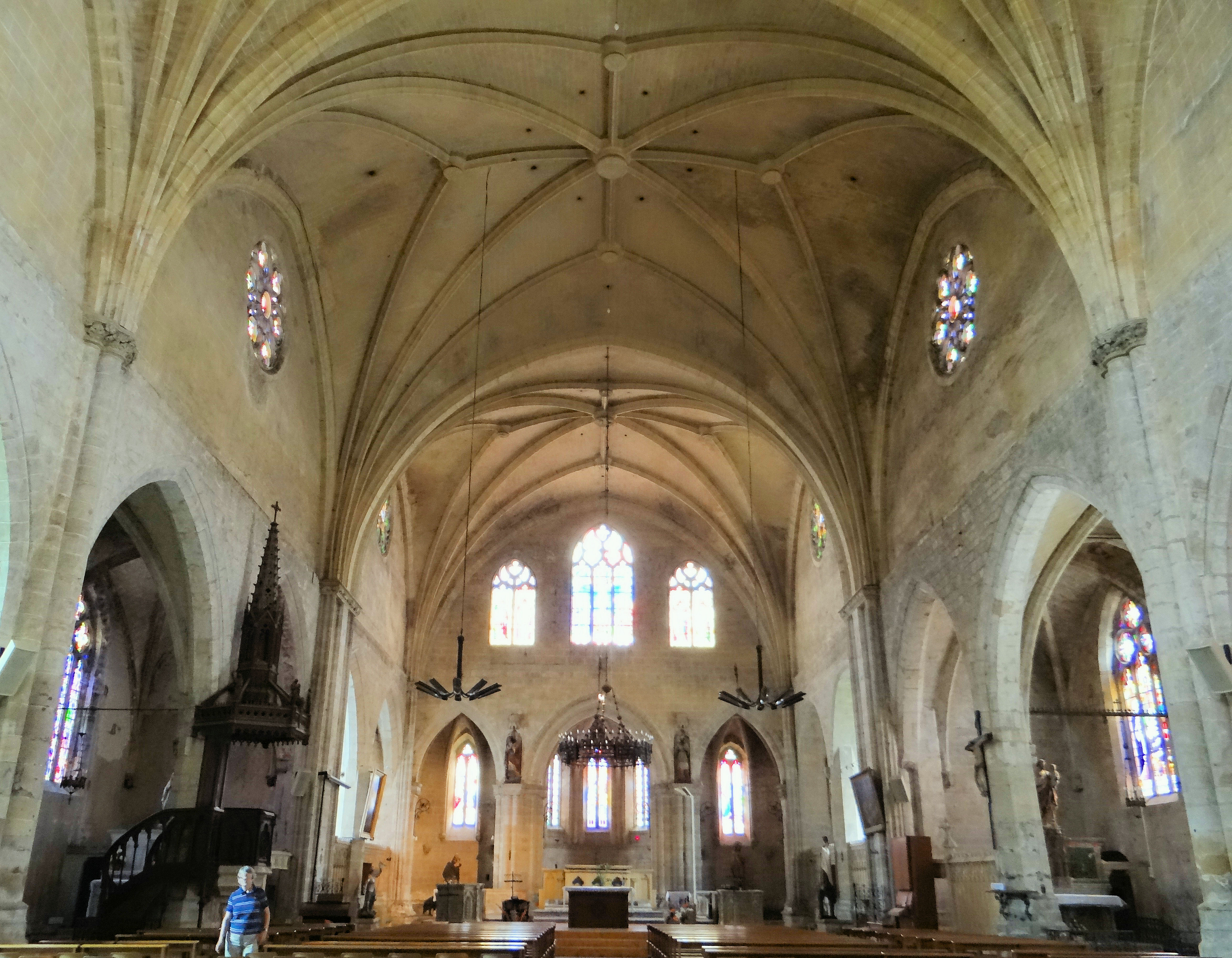
La nef et le chœur.

#### Lesvitraux

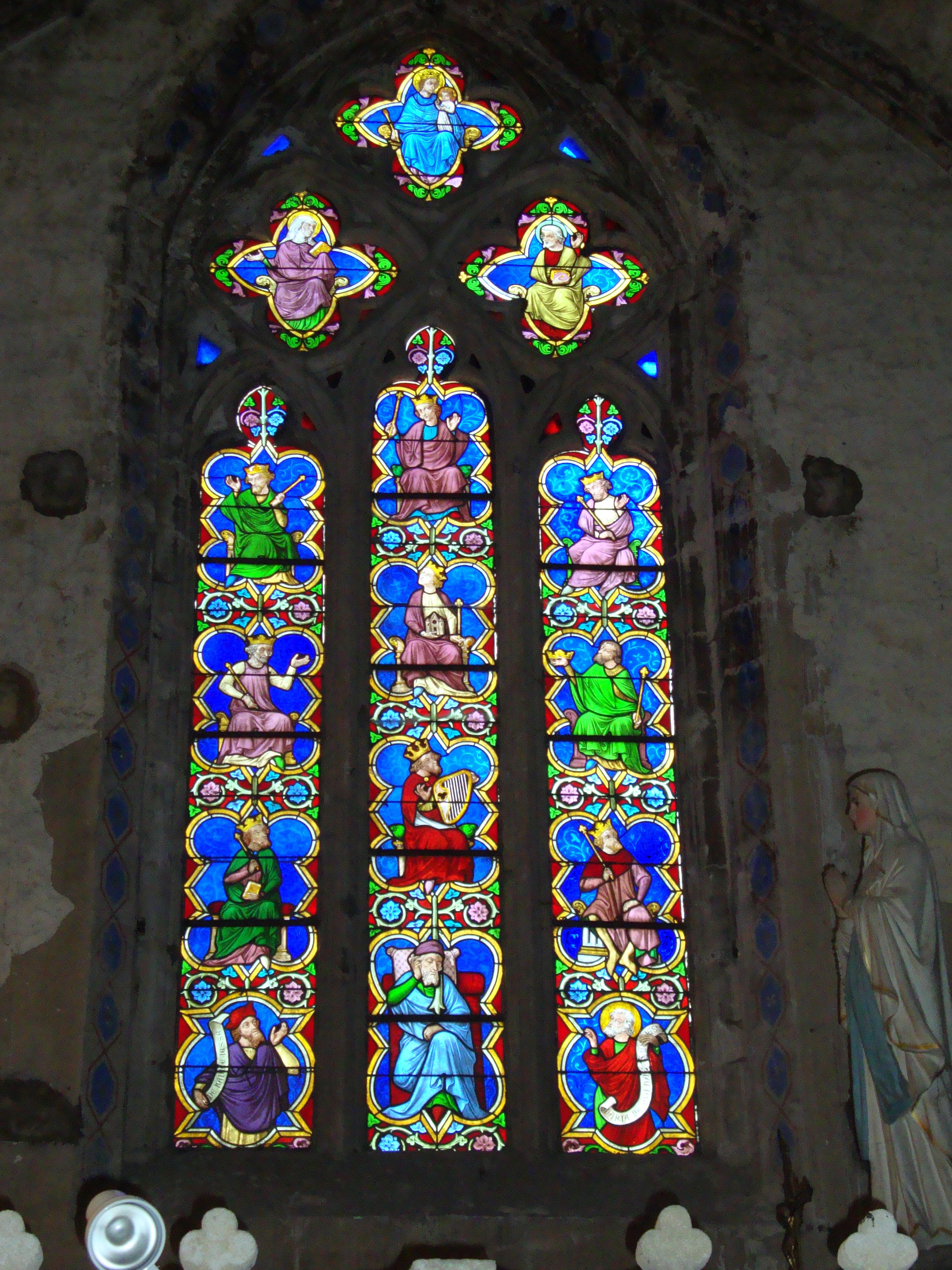
L'arbre de Jessé, à droite une statue de Notre-Dame de Lourdes
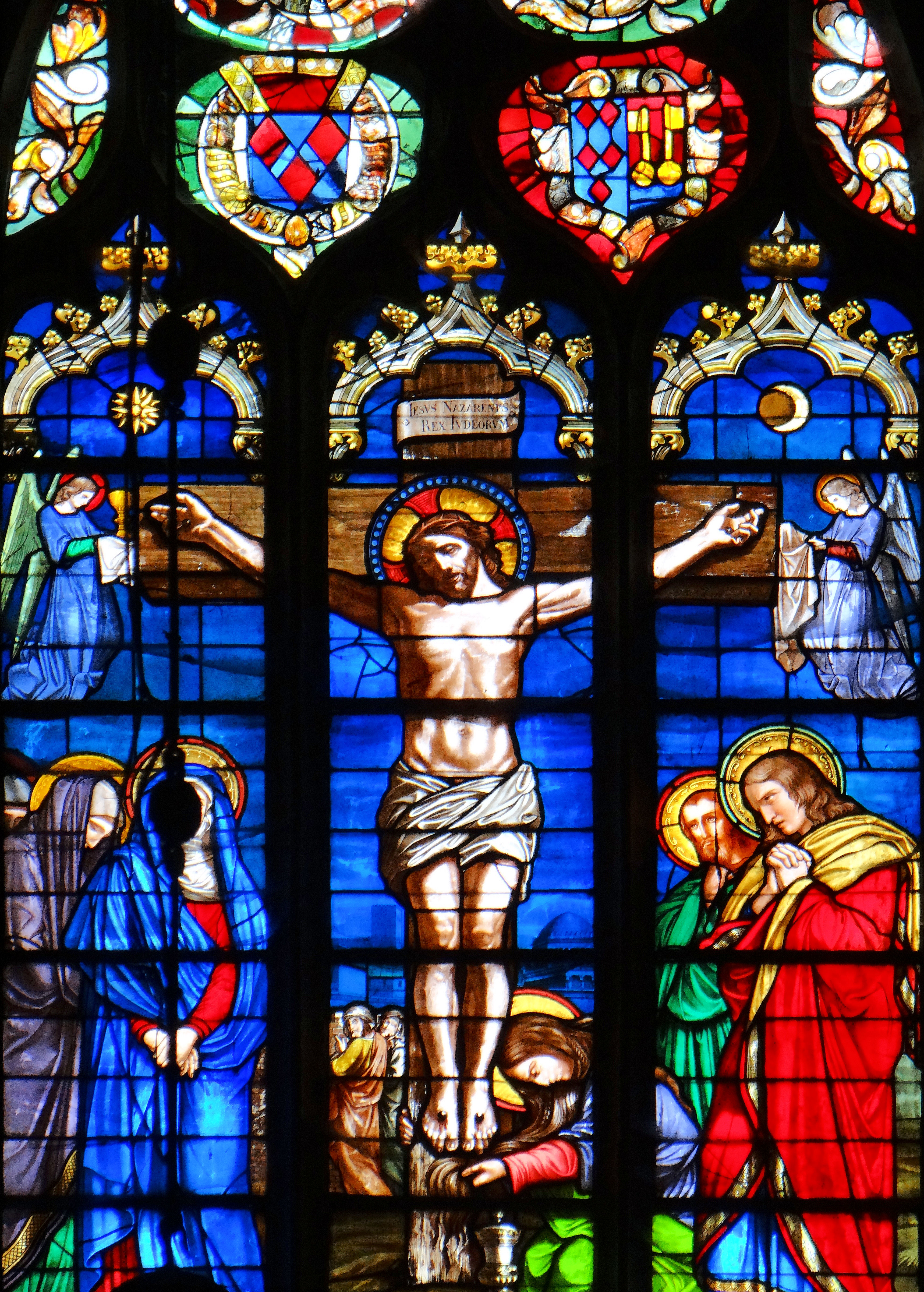
La Crucifixion de Jésus placé sur l'abside
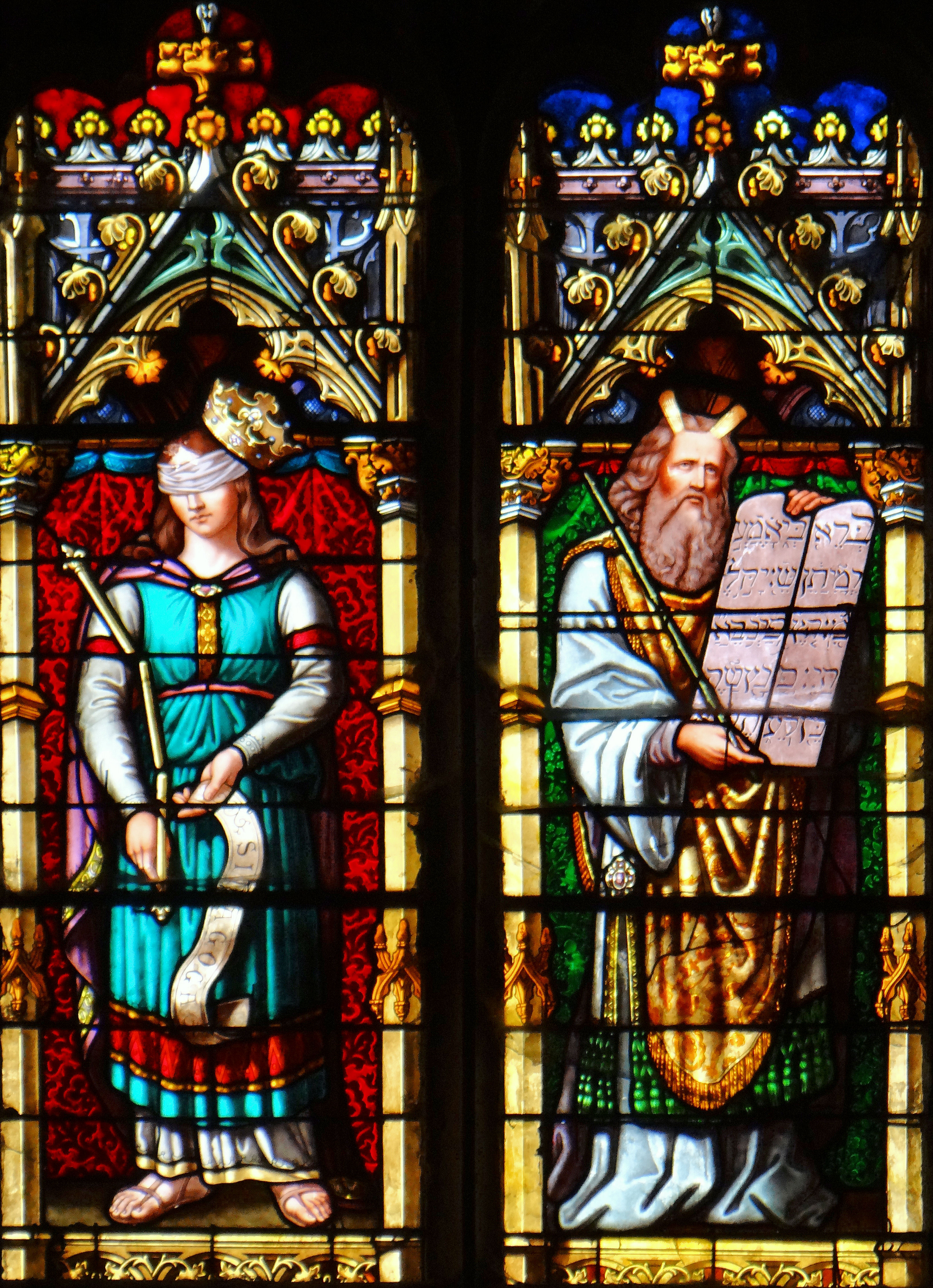
Synagoga et Moïse
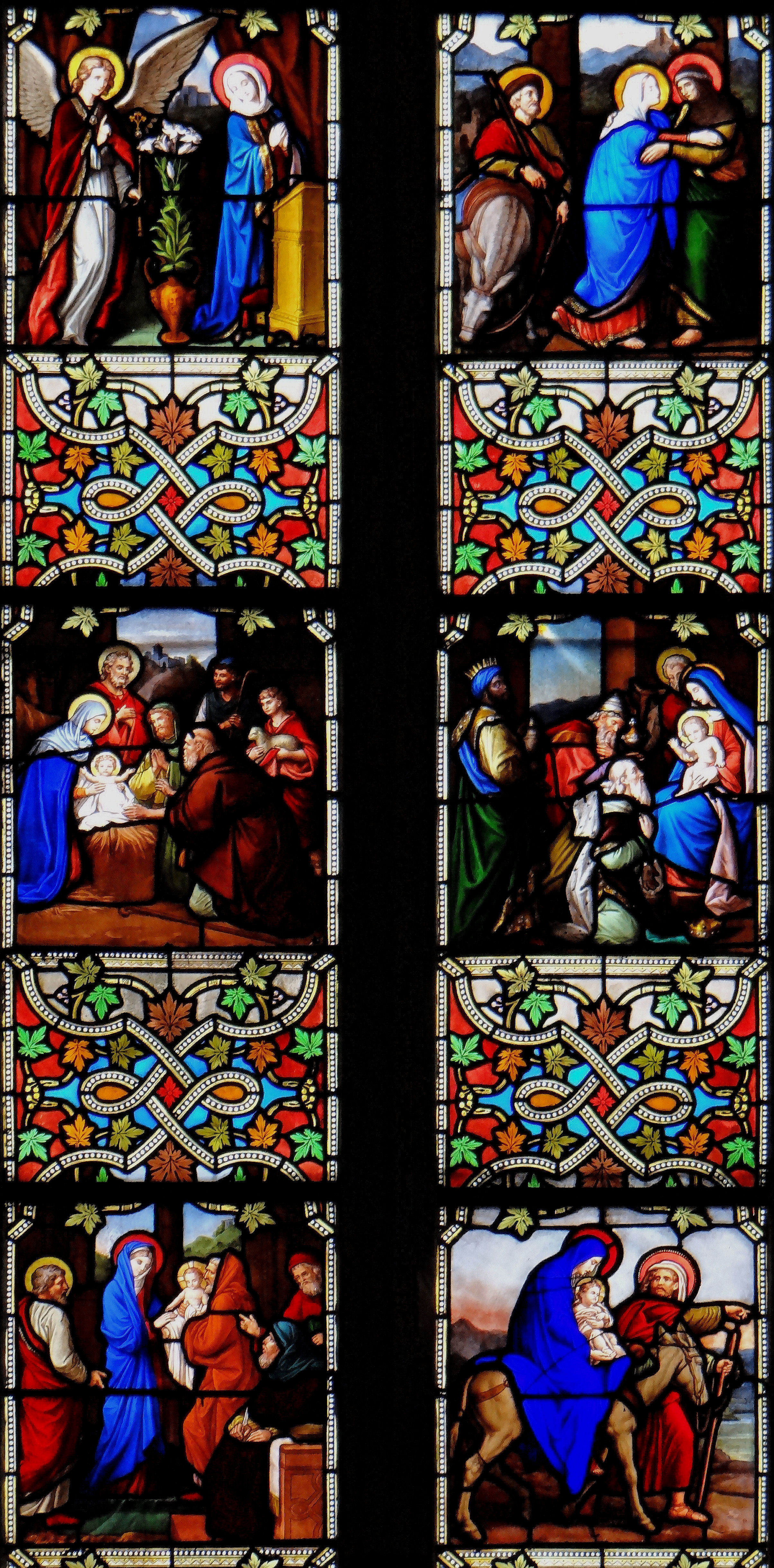
Six scènes sont représentées (de gauche à droite, et de haut en bas) : l'Annonciation, la Visitation, l'adoration des bergers, l'adoration des mages, la circoncision de Jésus, la fuite en Égypte
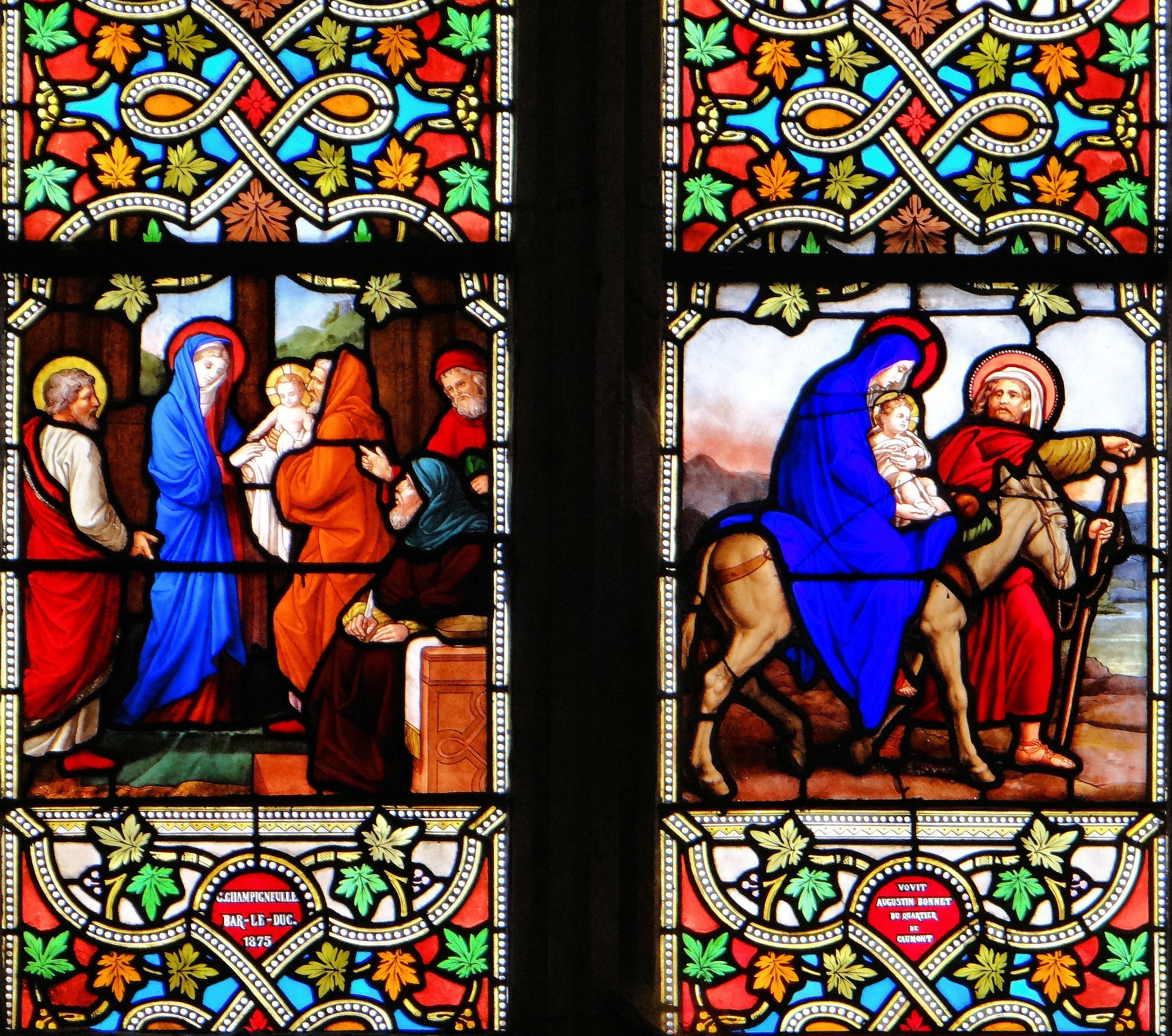
Détails de la circoncision de Jésus et de la fuite en Égypte
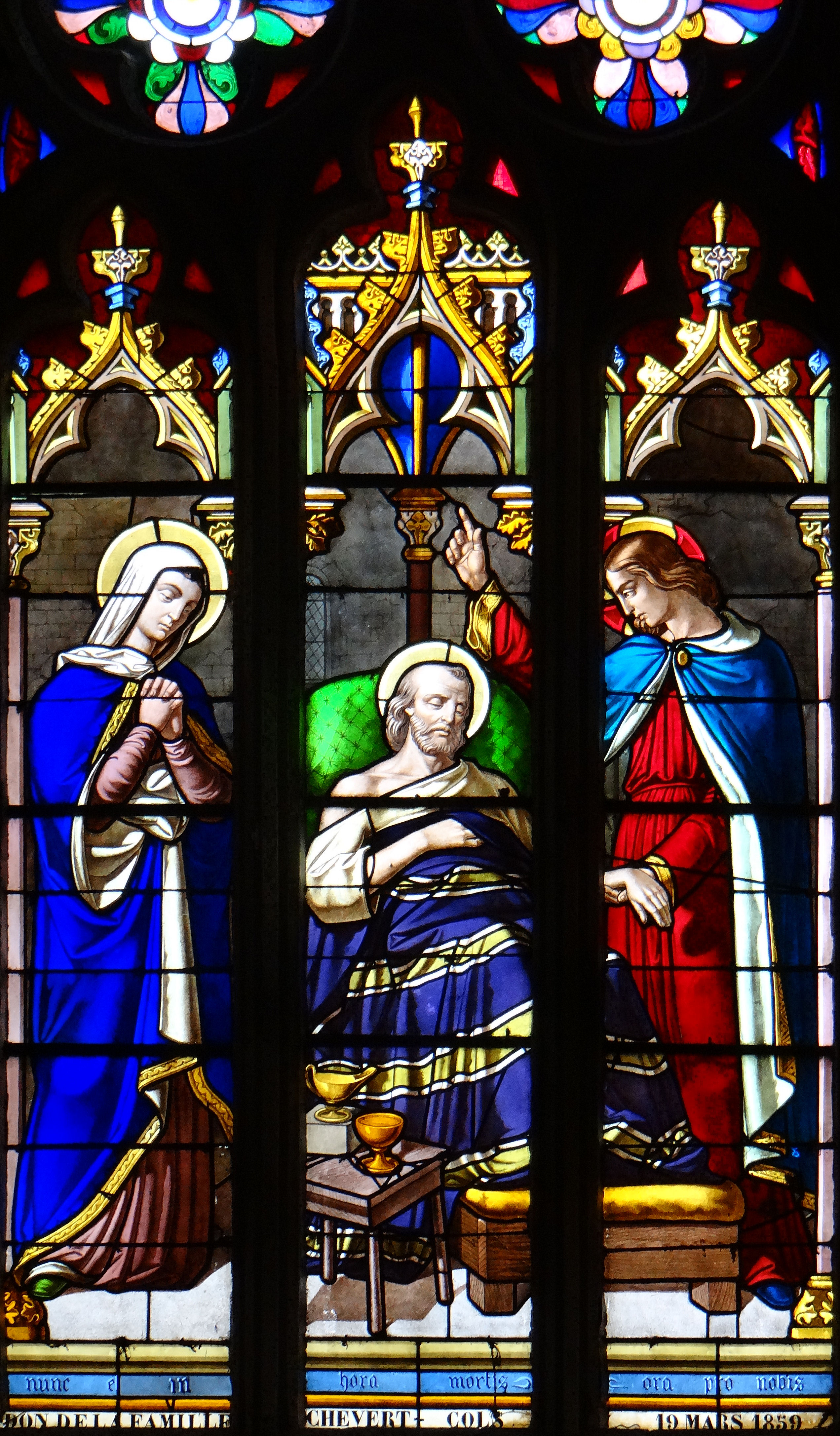
La mort de saint Joseph

## Mobilier
L'autel, le tabernacle et le ciborium du premier niveau de la tour-porche datant du XVIIIe siècle sont classés au titre objet des monuments historiques depuis 1954. 